# Xenolytus striatus
Xenolytus striatus är en stekelart som beskrevs av Henry Keith Townes, Jr. 1983. Xenolytus striatus ingår i släktet Xenolytus och familjen brokparasitsteklar. Inga underarter finns listade i Catalogue of Life.